# Tallinnfilm
Tallinnfilm ist der Name einer estnischen Filmgesellschaft. In der Zeit der Estnischen Sozialistischen Sowjetrepublik wurden fast alle estnischen Spielfilme von Tallinnfilm produziert. Der Firmensitz befindet sich in der estnischen Hauptstadt Tallinn.

## Anfänge

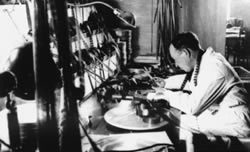
Der estnische Regisseur Konstantin Märska im Studio von Eesti Kultuurifilm (1936)

Das spätere Tallinnfilm wurde 1931 unter dem Namen Eesti Kultuurfilm durch das Kulturministerium der Republik Estland gegründet. Es war ein privates Unternehmen, wurde aber vom estnischen Staat finanziell stark unterstützt. Im Vordergrund standen Nachrichtenbeiträge und Dokumentarfilme für die Wochenschauen in den estnischen Kinos. Ein Großteil der Ausstattung wurde in Deutschland erworben. Viele estnische Regisseure orientierten sich an deutschen Vorbildern.
1936 wurde die Firma dem estnischen Innenministerium unterstellt. In dieser Phase der autoritären Regierung unter Konstantin Päts waren Meinungs-, Kunst- und Pressefreiheit stark eingeschränkt. Eesti Kultuurifilm wurde in den Dienst der konservativen Regierung gestellt und zu einem Propaganda-Instrument der estnischen Regierung umgestaltet.

## Sowjetische Besetzung
Mit der sowjetischen Besetzung Estlands wurden im September 1940 die Filmgesellschaften verstaatlicht und als Propagandamittel der neuen kommunistischen Machthaber instrumentalisiert. Mit der ersten sowjetischen Besetzung Estlands (1940–1941) wurde die Gesellschaft in Kinokroonika Eesti Stuudio umbenannt. Während der deutschen Besetzung Estland (1941–1944) hieß sie Kinokroonika Tallinna Stuudio. Nach der erneuten Besetzung Estlands durch die Sowjetunion hieß die staatlich Produktionsgesellschaft ab 1947 Tallinna Kinostuudio und ab 1954 Kunstiliste ja Kroonikafilmide Tallinna Kinostuudio. Hauptsächlich wurden Dokumentar- und Nachrichtenfilme hergestellt. 1947 wurde wieder ein estnischer Spielfilm produziert. Mit dem Beginn der 1950er Jahre begann die erste kontinuierliche Produktion von Spielfilmen in Estland.
Seit 1963 trägt Tallinnfilm den heutigen Namen. In der Tauwetter-Periode unter Nikita Chruschtschow wurde auch ein freieres Arbeiten der estnischen Filmproduzenten möglich. Die Finanzierung lief aber weiterhin ausschließlich über die sowjetischen Behörden und die staatliche sowjetische Filmgesellschaft Lenfilm. Dort mussten auch alle Drehbücher genehmigt werden.
Während der sowjetischen Besetzung Estlands (bis 1991) war Tallinnfilm für die allermeisten estnischen Filmproduktionen verantwortlich. Nur ein kleiner Teil wurde von der 1965 mit eigenen Studios gegründeten Filmgesellschaft des estnischen Fernsehens, Eesti Telefilm, hergestellt. Ab 1972 wurden verstärkt Animationsfilme in Estland gedreht. Die beiden mit Abstand größten Kassenschlager von Tallinnfilm während der Sowjetzeit waren die Spielfilme Viimne reliikvia („Die letzte Reliquie“, 1969) und Kevade („Frühling“, 1969).
Trotz seiner geringen Einwohnerzahl kann Estland durch die Arbeit von Tallinnfilm eine beachtliche Filmproduktion vorweisen. Zwischen 1941 und 1997 hat Tallinnfilm insgesamt 115 abendfüllende Spielfilme und 28 Kurzfilme hergestellt. Hinzu kommen 194 Animationsfilme (128 Puppentrickfilme und 66 Zeichentrickfilme) sowie 504 Dokumentarfilme, 415 populärwissenschaftliche Filme und 1578 Nachrichtenbeiträge.

## Nach 1991
Nach der Wiedererlangung der estnischen Unabhängigkeit 1991 zog sich Tallinnfilm weitgehend aus dem Produktionsgeschäft zurück. Tallinnfilm konzentriert sich seitdem auf Filmverleih und Filmrestaurierung. Seit 1994 ist sie Arthouse Cinema Operator. Heutiger Eigentümer von Tallinnfilm ist die 1997 gegründete Estnische Filmstiftung (Eesti Filmi Sihtasutus).